# Southoe
 (février 2023).
Southoe est un village du Cambridgeshire, en Angleterre.